# Rzeźba starożytnego Rzymu
Rzeźba rzymska, jak cała sztuka rzymska, rodziła się dwukrotnie. Pierwszy okres to wpływy etruskie a drugi, to czas związany z przejęciem wielu cennych dzieł greckich po podbojach dokonanych w II w. p.n.e.
Początki rozwoju rzeźby rzymskiej przyjmowane są zazwyczaj na koniec II w. p.n.e. Wytworzone zostały na zapotrzebowanie możnych kolekcjonujących dzieła sztuki. Wraz z uczynieniem z Grecji prowincji pozostającej pod patronatem Rzymu ustalono prawa zapobiegające grabieżom. W Rzymie utworzył się rynek antykwaryczny a dzieła greckich twórców zaczęły osiągać wysokie ceny. Dla zaspokojenia stale rosnącego popytu zaczęto więc wytwarzać kopie mniej lub bardziej wiernie oddające pierwowzory. Początkowo kopie powstawały w warsztatach greckich, później w różnych miastach Azji Mniejszej, w końcu także w samej Italii, szczególnie po odkryciu (w czasach Augusta) dużych złóż marmuru w Carrarze. Kopiowano posągi oraz tworzono z nich całe grupy wzorowane często na pojedynczych postaciach. Rzeźby te służyły przede wszystkim do dekoracji wnętrz i ogrodów. Z wzorowania się na greckiej rzeźbie sakralnej, powstała rzeźba dekoracyjna o tematyce mitologicznej. Kopiści na ogół nie podpisywali swoich dzieł. Znane są tylko niektóre imiona. Do rzeźbiarzy zajmujących się tą dziedziną należeli:
- Pazyteles – Grek pracujący na południu Italii w latach 60-40 p.n.e. Jego uczniem był Stephanos, który z kolei wykształcił Menelaosa. Obaj byli Grekami.
- Salpion, Sosibos, Pomtion – Ateńczycy żyjący na przełomie er. Wytwarzali przede wszystkim pięknie rzeźby w formie naczyń, których przeznaczeniem była dekoracja obiektów architektonicznych. Od miejsca ich działalności, rzeźby, fryzy, ołtarze o podobnej w formie dekoracji określane są jako neoattyckie.

Twórczość kopistów wygasła w II w.
Równolegle do działalności kopistów rozwijały się dwa inne nurty tematyki rzeźbiarskiej: portret oraz relief historyczny. Obydwa gatunki nie są rzymskim pomysłem. Zostały zapożyczone i rozwinięte na wielką skalę w Rzymie.

## Relief historyczny

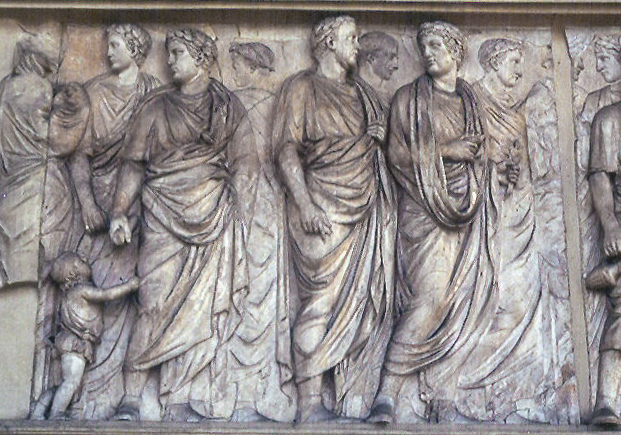
Ara Pacis - fragment reliefu

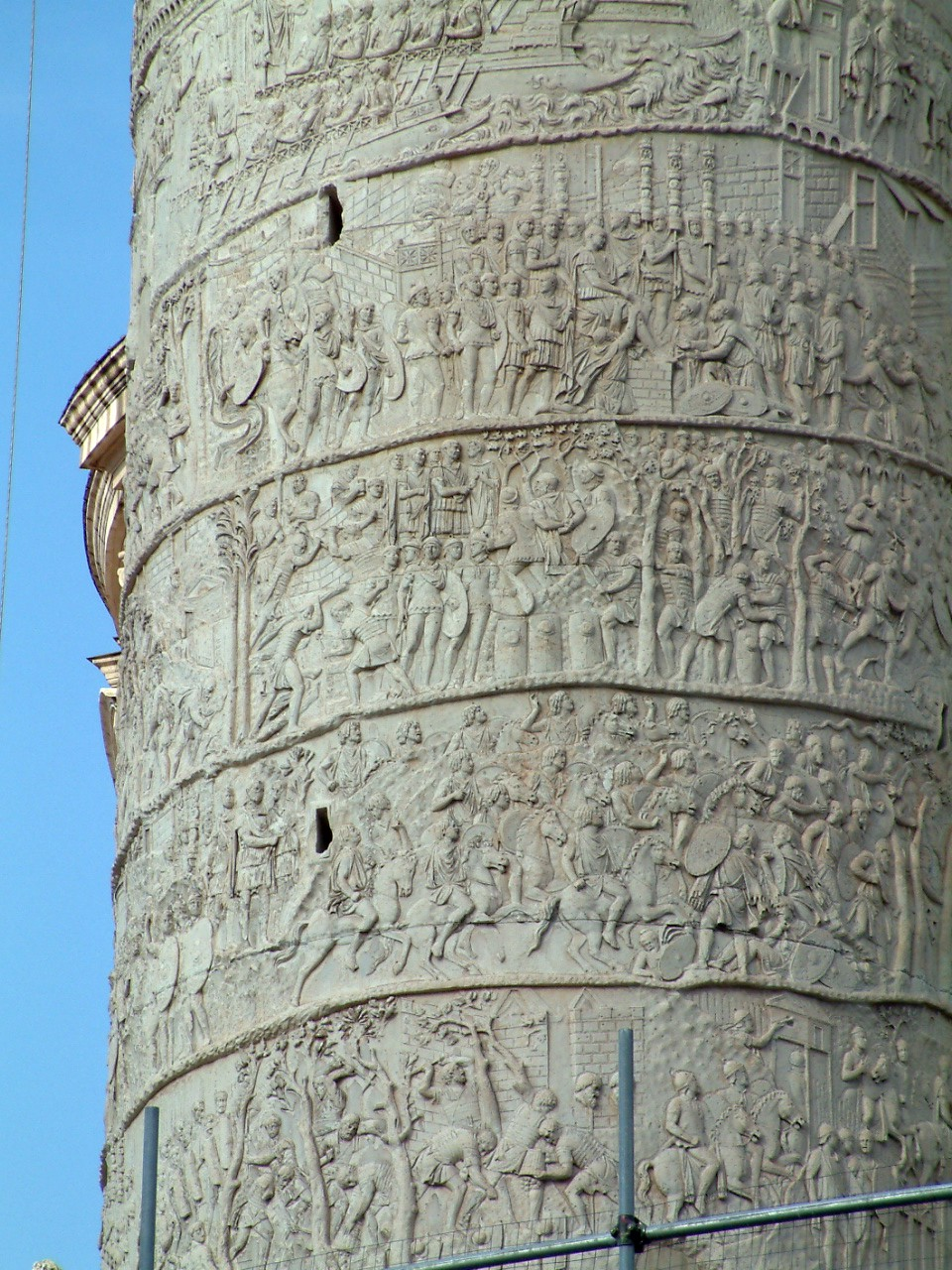
Kolumna Trajana - fragment reliefu

Początki rozwoju płaskorzeźby o tematyce historycznej datowane są na przełom II i I w. p.n.e. Przedstawienia utrwalały wydarzenia, które faktycznie rozegrały się w niedalekiej przeszłości. Twórcy starali się wiernie oddać postacie występujących osób, ich ubiór, broń, sprzęty oraz otoczenie. Pojawiają się zatem elementy krajobrazu lub budowli. Widz miał dokładnie wiedzieć gdzie i kiedy rozegrały się zdarzenia i kto w nich brał udział. Nie upiększano zatem postaci, nie odmładzano ich. Postacie przedstawiano w sposób wieloplanowy. Stąd rozwijały się główne cechy rzeźby rzymskiej, takie jak: wierność faktom (historycyzm), narracyjność i iluzjonizm. Pewnym zaprzeczeniem historycyzmu było umieszczanie, często na pierwszym planie, postaci bóstw. Pełniły one rolę propagandową przekonując oglądających dzieło o słuszności dokonań i udzielanym poparciu dla osób podejmujących przedstawiane dokonania. Szczególną rolę propagandową relief historyczny zaczął pełnić z objęciem władzy przez Oktawiana Augusta. Sposób ukazywania cesarza i jego rodziny miał przyczynić się do uzasadnienia skupienia władzy w jego rękach oraz w przyszłości pozwolić na jej przekazanie swoim następcom. Stąd eksponowanie jego zasług oraz próba tworzenia legendy o boskim pochodzeniu jego rodu. Płaskorzeźby ukazane na Ara Pacis (Ołtarzu Pokoju) przypominają mity o Eneaszu i Romulusie nawiązując do boskiego pochodzenia rodu Juliuszów (August był adoptowany przez Juliusza Cezara). Ukazują Augusta i jego rodzinę jako osoby pobożne (procesja z uroczystości konsekrowania ołtarza).
Za czasów panowania Flawiuszów (druga połowa I w. n.e.) relief stał się bardziej malowniczy. Rzeźbiarze różnymi technikami (np. przez pogłębienie go) dążyli do uzyskania bogatej gry światłocienia i iluzji głębi obrazu. Za czasów Trajana (początek II w.) płaskorzeźba powróciła do wzorów klasycznych czerpiąc z bogatych wzorów sztuki greckiej. Sposób rzeźbienia coraz mocniej odbiegał od stylu panującego za Flawiuszy. Najwspanialszym przykładem rzeźby reliefowej tamtego okresu jest kolumna Trajana. Biegnący wokół kolumny, na całej jej wysokości, relief pokazuje bardzo realistyczne sceny z podboju Dacji.
Wykonane podczas rządów następcy Trajana, Hadriana, postacie, mają szaty modelowane ostrymi konturami. Z tła znikają elementy pejzażu. Tematyka reliefów stawała się coraz bardziej symboliczna. Uwidacznia się to w wyraźnym powiększeniu postaci cesarza w stosunku do otaczających go postaci. Osoba cesarza przedstawiana jest najczęściej frontalnie, choć zgodnie z realiami powinna być ukazana np. z profilu. Przykładem takiej rzeźby jest relief z Bramy Srebrników (z 204) na Rynku Wołowym w Rzymie. Ukazane tam wizerunki Septymiusza Sewera są pokazane frontalnie, choć np. stojący przy ołtarzu cesarz powinien być zwrócony profilem do widza. Brama ta jest też wyrazem wpływów wschodnich. Pomnik wzorowany jest na świętych wrotach z syryjskich świątyń. Relief w okresie panowania Sewerów podporządkowany został też konwencjom. Zostały określone reguły jak kto ma zostać pokazany. Zanikł dokumentalizm i narracja. Nie trzeba było czekać na wydarzenia godne ukazania. Ustalone zostały schematy, które ożywiano postaciami. Jedynym wymogiem propagandy była dbałość o zachowanie możliwości rozpoznania głównych bohaterów. Reliefy nie nawiązywały już do greckich tradycji. Powstał styl charakterystyczny cesarstwa rzymskiego z okresu I – III w. Symbolizm i konwencja dominowały także w okresie późniejszym, co można zaobserwować np. w płaskorzeźbach zdobiących Łuk Konstantyna Wielkiego.
Płaskorzeźby o tematyce historycznej najczęściej były eksponowane na budowlach, pomnikach stawianych w miejscach publicznych.

## Portret rzymski

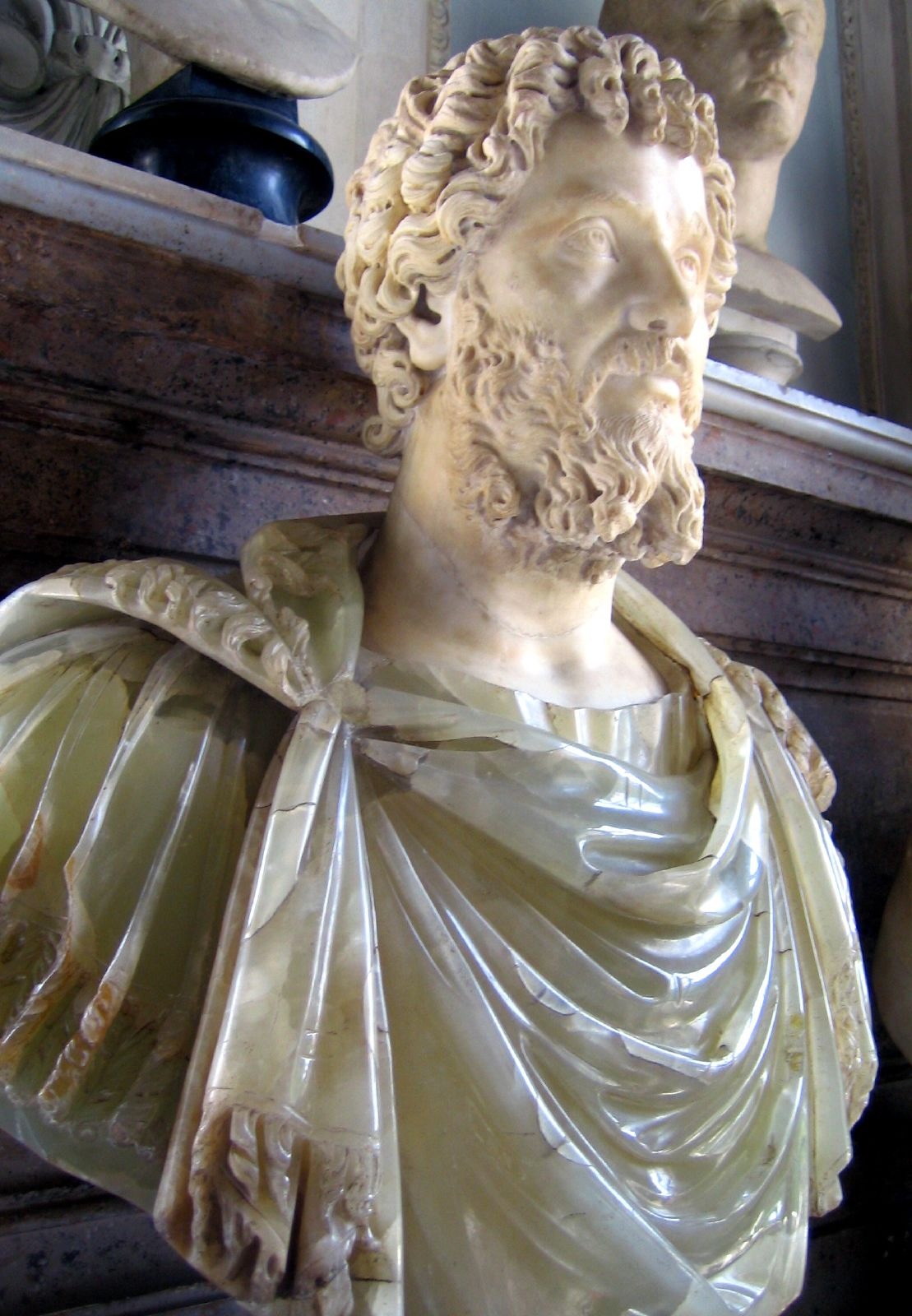
Popiersie Septymiusza Sewera (Muzeum Kapitolińskie)

Portret rzymski obejmuje dwie grupy rzeźb. Pierwsza z nich, to występujące wcześniej przedstawienia całych postaci stawiane dla uczczenia ludzi zasłużonych dla kraju. W III-II w. p.n.e. wykonywano odlewy w brązie i stawiano je na miejskich placach, zwłaszcza na Forum Romanum. Około I wieku p.n.e. pojawiły się posągi wykonane z kamienia. W konwencji tej wykonywano portrety postaci historycznych, czasem legendarnych oraz osób współczesnych twórców. Przedstawiane postacie mimo podobieństwa do osób portretowanych były idealizowane.
Wyraźna konwencja sposobu prezentowania ważnych osób zaznaczona jest w portretach Augusta. Celem takiego sposobu przedstawiania była zapewne polityka prowadzona przez cesarza mająca zapewnić jego następcom sukcesję. August przedstawiany był jako wiecznie młody, pełen siły i godności władca. Jego dzieci, bez względu na wiek, musiały mieć rysy jednoznacznie ukazujące jego ojcostwo. Kobiety z najbliższej rodziny zawsze były młode i piękne. Od tej konwencji istniały wyjątki. Portrety Marka Agrypy ukazywane są w tzw. stylu republikańskim, zatem bez idealizacji (jego synowie, przewidywani na następców tronu, ukazani byli jako osoby podobne do dziadka Augusta). Innym wyjątkiem są portrety Augusta wykonywane na prowincjach wschodnich. Rzeźbiarze mieli do dyspozycji nadesłany model obowiązującego wizerunku cesarza. Postać jednak przedstawiali zgodnie z panującą w ich kręgach kulturowych konwencją. Znajdująca się w zbiorach Muzeum Brytyjskiego rzeźba głowy znaleziona w Meroe ma przechyloną głowę, głęboko osadzone oczy i zmarszczone brwi. Wykonany został patetyczny wizerunek władcy o wyrazie twarzy nieprzewidzianym przez zleceniodawców. Zupełnie inne w wyrazie są portrety kanoniczne wykonane w Rzymie. August pragnął pokazać się poddanym jako dzielny wódz i człowiek pobożny. Stąd jego posągi ukazujące Augusta – naczelnego wodza i Augusta – najwyższego kapłana.
W połowie I w., pod wpływem wschodnich obyczajów, zmienił się sposób portretowania cesarzy. Już za życia mógł być ukazany pod postacią boską. Jednak nie każdy władca korzystał z tego przywileju. Cesarz Klaudiusz nakazywał pokazywać swoją twarz realistycznie. Znany jest jego pomnik ukazujący postać młodzieńca z głową starego człowieka. Klaudiusz-Jowisz łączy ze sobą cechy portretów werystycznych (wzorowanych na maskach pośmiertnych, podkreślających fizyczne cechy związane z podeszłym wiekiem) z powszechnym przedstawianiem panujących pod postacią bogów. Rzeźba ta znajduje się w zbiorach Muzeum Watykańskiego. Od tego momentu w portretach cesarzy przeplatają się ze sobą konwencja i weryzm. Jedynie kobiety z otoczenia panujących mają niezmiennie młode twarze o regularnych rysach i staranne, wyszukane fryzury. Szczególnie podczas rządów Flawiuszów malarskie ujęcie postaci ujawniało się miękko modelowanymi liniami szat, starannym opracowaniem najdrobniejszych detali fryzur, które w tym okresie nakazywały nosić spiętrzone loki z przodu głowy (tzw. "gniazdo os" lub "gniazdo pszczół"). Głęboko ryte żłobienia wprowadzały bogatą grę światłocieni. Tak obrobiony marmur zatracał charakter twardego kamienia. Moda panująca na dworze rozpowszechniała się przez umieszczanie wizerunków panujących na bitych przez nich monetach. Dotyczyło to zwłaszcza fryzur cesarzowej (na awersie monet znajdował się wizerunek cesarza lub jego żony).

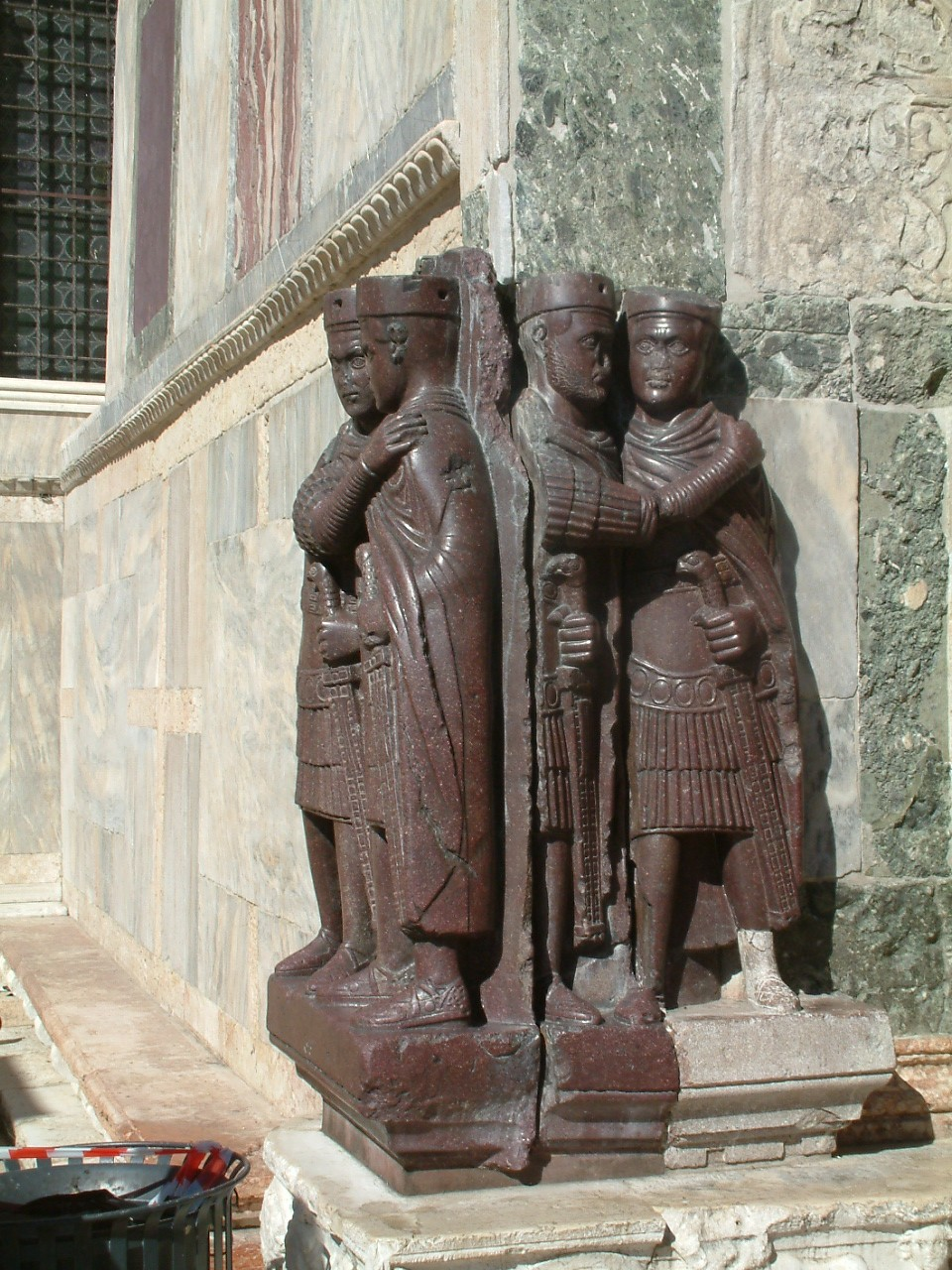
Grupa tetrarchów wmurowana w narożnik bazyliki św. Marka w Wenecji

W okresie rządów Hadriana rzeźbiarze wprowadzili w portretach dokładniejsze opracowanie oka. Wyodrębniona został tęczówka i źrenica. Sposób przedstawiania cesarzy zdradza ich upodobania. Portrety mają cechy studium psychologicznego. Trajan, cesarz-wojownik ukazywany jest najczęściej jako wódz w zbroi. Krótkie włosy, ściągnięte brwi i zaciśnięte usta mówią o człowieku zdecydowanym i energicznym. Marek Aureliusz, pisarz i filozof, ukazany został z wyrazem zadumy. Karakalla, żołnierz, okrutnik – wyobrażany był ze srogim spojrzeniem, gniewnym wyrazem twarzy. Ponadto, za panowania Antoninów i Sewerów rozpowszechnił się zwyczaj portretowania cesarzy z symbolami ukazującymi ich boskość, której nimbem coraz częściej otaczali się za życia. W okresie późnorzymskim zatracają się cechy indywidualne. W portrecie władca ukazywany jest jako człowiek uduchowiony, ze wzrokiem skierowanym w przestrzeń. Stateczność, bezruch postaci ukazują jej majestat. Posągi przybierają ogromne rozmiary. Ulubionym materiałem do wykonywania portretów władcy staje się czerwony porfir. Z tego okresu zachowała się np. grupa tetrarchów wmurowana w narożnik bazyliki św. Marka w Wenecji. Postacie są do siebie podobne. Najważniejsze w tym wypadku było ukazanie idei współrządzenia. Zgodę symbolizuje wzajemny uścisk ukazanych postaci. Z portretu wyparty został naturalizm. Zastąpił go symbolizm.
Druga grupa portretowa to popiersia. Ich forma zmieniała się w ciągu dziejów od głowy z wycinkiem szyi do rzeźby obejmującej górną część tułowia. Genezę powstania tego gatunku rzeźb wywodzi się z rzymskiego obyczaju zdejmowania woskowych masek pośmiertnych, które z czasem zaczęto wykonywać jako podobizny w kamieniu. Wystawiane podczas pogrzebów maski, na co dzień eksponowano w domach, a wielkość ich zbioru świadczyła o starożytności rodu. Wartościowym zabytkiem poświadczającym ten zwyczaj jest tzw. Statua Barberini (z lat 40–30 p.n.e.) przedstawiająca męską postać w todze, podtrzymującą dwa popiersia – wyobrażenia przodków.
Przywilej zdejmowania masek i tworzenie galerii przodków dozwolone były tylko dla wyższych rangą urzędników państwowych (przynajmniej piastujących godność edyla). Pozostali, często zamożni obywatele, niejednokrotnie wywodzący się z rodzin wyzwoleńców, nie mieli takich możliwości. Portrety ich w formie popiersia znajdowały miejsce nie tylko w nekropolach, lecz i w prywatnych domach. Cechą charakterystyczną tych werystycznych wyobrażeń, podobnie jak portretów wykonywanych na podstawie masek pośmiertnych, jest realizm wizerunku, wierność autentycznym rysom, nawet z pewnym przejaskrawieniem mankamentów urody – widoczne np. w brązowym odlewie portretowym bankiera Cecyliusza Jukundusa z jego pompejańskiego domu.

## Inne
Oprócz rzeźby "oficjalnej" obejmującej reliefy historyczne i portrety panujących powstawały inne dzieła w postaci posągów, popiersi i płaskorzeźb zamawianych przez mieszkańców Rzymu. W nich również odbijała się panująca w danym okresie moda i przemiany stylu. Do wyrobów związanych z tym nurtem należą reliefy dekorujące budowle świeckie, prywatne domy czy grobowce oraz reliefy wykonywane na sarkofagach.
Zapotrzebowanie na sarkofagi wzrosło wraz z zerwaniem w II w., z tradycja palenia zwłok i chowania popiołów w urnach. Sarkofagi rzymskie najbogatszy relief mają wykonany na pokrywie i froncie. Tylne ściany były pozbawione ozdób (sarkofagi stawiano w głębokich niszach, zatem nie wszystkie boki były dobrze widoczne). Dekorację ich stanowiły sceny związane z mitologią, zwłaszcza grecką. Najczęściej przedstawiano sceny o dużym ładunku dramatyzmu oraz alegorie wyrażające zwycięstwo nad śmiercią. Pod koniec II w. pojawiły się sceny batalistyczne, gloryfikujące zmarłego, przedstawiającego go jako zwycięzcę, człowieka dzielnego.